# Sascha Lewandowski
Sascha Lewandowski (* 5. Oktober 1971 in Dortmund; † zwischen 4. und 8. Juni 2016 in Bochum) war ein deutscher Fußballtrainer, der unter anderem als Cheftrainer bei Bayer 04 Leverkusen tätig war.

## Karriere als Trainer

### Eintracht Dortmund
Lewandowski begann seine Karriere als Trainer beim TSC Eintracht Dortmund. Dort war er bis 2000 für verschiedene Jugendmannschaften, von der D- bis zur B-Jugend, verantwortlich, um anschließend die B-Jugend (U-17) der SG Wattenscheid 09 zu übernehmen.

### VfL Bochum
Beim VfL Bochum war er von 2003 bis 2006 für die A-Jugend (U-19) verantwortlich. Mit seinem Team gewann er zweimal in Folge die westdeutsche Meisterschaft und stand zweimal hintereinander im Finale um die deutsche Meisterschaft. In der Saison 2003/04 musste man sich im Finale dem FC Bayern München und in der Saison 2004/05 dem VfB Stuttgart geschlagen geben. Zu seinem Team zählten u. a. Dennis Grote, Andreas Luthe, Patrick Fabian und Marvin Matip, die alle den Sprung in den Profikader schafften.
Zur Saison 2006/07 übernahm er die zweite Mannschaft.

### Bayer Leverkusen
Zur Saison 2007/08 übernahm Lewandowski die A-Jugend (U-19) von Bayer 04 Leverkusen. Diese trainierte er durchgehend bis zum 1. April 2012. Nach der Freistellung des bisherigen Cheftrainers der ersten Mannschaft, Robin Dutt, übernahm Lewandowski das Profi-Team gemeinsam mit Sami Hyypiä interimistisch bis Saisonende. Dabei übernahm Hyypiä, der nicht die erforderliche Fußballlehrer-Lizenz besaß, den Posten des Teamchefs. Lewandowski, der die erforderliche Fußballlehrer-Lizenz des DFB als einer der drei besten Absolventen des Trainerlehrgangs 2011 erhalten hatte, wurde Cheftrainer und nahm alle offiziellen Termine wie z. B. Pressekonferenzen wahr. Lewandowski unterschrieb im Mai 2012 einen Dreijahresvertrag als Cheftrainer bis zum 30. Juni 2015.
Zur Saison 2013/14 wechselte Lewandowski zurück in die Jugendabteilung. Er übernahm die neu geschaffene Funktion als Nachwuchs-Cheftrainer und unterschrieb einen Vertrag mit Laufzeit bis zum 30. Juni 2016. Nach Hyypiäs Entlassung am 5. April 2014 wurde er bis zum Saisonende Interimstrainer des Bundesligateams.

### 1. FC Union Berlin
Am 2. September 2015 wurde Lewandowski als Nachfolger von Norbert Düwel Trainer des 1. FC Union Berlin. Anfang März 2016 wurde das Arbeitsverhältnis vorzeitig beendet, nachdem bei Lewandowski ein Burnout-Syndrom diagnostiziert worden war.

## Privates
Lewandowski war mit der Sportreporterin Anne van Eickels liiert und arbeitete bis 2006 nebenbei als Journalist.
Am 8. Juni 2016 wurde Lewandowski tot in seiner Bochumer Wohnung aufgefunden. Kurz zuvor war er von der Polizei aufgrund des Verdachts eines Sexualdelikts an einem Kind zunächst festgenommen worden. Die Obduktion ergab, dass er Suizid begangen hatte.